# I’ll Be Waiting/Blackball
I'll Be Waiting/Blackball – jest to pierwszy singiel punkrockowej grupy The Offspring. Został wydany w 1986 roku. Utwory te pojawiają się później na ich pierwszym albumie pt. The Offspring
Singiel nie miał specjalnej popularności, i nie odniósł większego sukcesu komercyjnego, więc dlatego również na składance największych hitów pt. Greatest Hits
Okładka singla zdobi tylną okładkę wznowienia ich pierwszego albumu pt. The Offspring.

## Lista utworów
1. I'll Be Waiting (3:26)
2. Blackball (3:06)